# Hermann von Malortie
Hermann von Malortie (* 30. Juni 1807 auf Schloss Linden in Linden vor Hannover; † 14. September 1866 in Göttingen) war ein deutscher Adliger und Theaterdirektor in Hannover.

## Leben

### Familie
Hermann von Malortie war ein Mitglied des bereits seit dem ersten Drittel des 12. Jahrhunderts nachweisbaren und ursprünglich französischen Adelsgeschlechtes von Malortie, das nach der Aufhebung des Edikts von Nantes als Hugenotten aus Frankreich floh. Er war ein Sohn des hannoverschen Generalforstdirektors Ferdinand von Malortie (1771–1847) und der Sabine Luise Julia von Platen-Hallermund (1780–1826). Er war ein Bruder des hannoverschen Hofmarschalls und Ministers Ernst von Malortie.

### Werdegang
Hermann von Malortie kam auf Schloss Linden zur Welt. Er erkrankte in seiner Kindheit mehrfach an Starrkrämpfen, wurde unter der Obhut der Eltern jedoch bald kräftig und gewandt. Früh neigte er eher zum Militärdienst als zum Schulwissen. Ersten wissenschaftlichen Unterricht erhielt er in seinem Elternhaus auf Schloss Linden, später gemeinsam mit seinem älteren Bruder Ernst bei dem Historiker Georg Heinrich Pertz und anderen Hauslehrern. Zeitweilig besuchte er auch die Zweite Klasse des hannoverschen Lyceums, wechselte dann aber an die Militair-Ecole zu Hannover, an der er verschiedene Examina mit Auszeichnung bestand.
1823 wurde Hermann von Malortie im Garde-du-Corps-Regiment in Celle angestellt und 1826 zum Offizier befördert. Mehrere Reisen ließen in ihm den Wunsch nach einer Karriere als Diplomat reifen. Sein Gönner und väterlicher Freund General Wilhelm von Dörnberg vermittelte 1828 seine Stelle als Attaché der hannoverschen Gesandtschaft in Sankt Petersburg.
1828 durfte von Malortie General von Dörnberg in das Hauptquartier des Zaren Nikolaus I. im Russischen Feldzug gegen das Osmanische Reich begleiten und erhielt Gelegenheit, „verschiedenen Schlachten beizuwohnen“. In diesem Zusammenhang wurde von Malortie vom Zaren der St. Annen-Säbel und der St. Wladimir-Orden mit der Schleife verliehen. Zusätzlich gab es vom Zaren noch die Medaille „Für den Türkischen Krieg“. Diese Auszeichnungen rundete sein hannoverscher Landesherr, der – auch – britische König Georg IV. mit dem Ritterkreuz des Guelphen-Ordens in Militär-Dekoration ab.
Durch das Klima und die Anstrengungen im Felde erkrankte Hermann von Malortie an der Brust und im Nervensystem, so dass er 1829 zeitweilig nach Hannover und in die Pflege seines Elternhauses zurückkehrte. Wieder genesen, konnte er 1830 nochmals am großstädtischen und vornehmen Leben der russischen Kaiserstadt teilhaben, das er mit Unterbrechungen insgesamt rund drei Jahre genießen konnte. Gegen Ende des Jahres 1830 – als der betagte General von Dörnberg aus gesundheitlichen Gründen um seine Entlassung bat, um sich bei seiner Familie bei Celle in das Privatleben zurückzuziehen – kehrte auch Hermann von Malortie in sein mittlerweile nach Hannover verlegtes Garde du Corps Regiment zurück, wohnte zeitweilig auch in Hannover sowie in Hildesheim. Von mehreren größeren Reisen führte ihn eine in das Vereinigte Königreich Großbritannien und Irland, wo er seine Englischkenntnisse vervollkommnete.
Malortie konnte ab 1836 abermals als Attaché der Hannoverschen Gesandtschaft tätig werden, diesmal in Berlin unter Wilhelm Freiherr von Münchhausen. Der mit einer „äußerlich hervorragenden geselligen Bildung [...] und einnehmenden äußeren Erscheinung“ versehene von Malortie lernte dort seine  zukünftige Ehefrau Caroline kennen, Tochter des Grafen und – späteren Generalleutnants Theodor von Bismarck-Bohlen und der Gräfin Caroline von Bohlen. Sie heirateten 1837 in Berlin.
Malortie diente nach der diplomatischen Laufbahn in der Garnisonen in Hildesheim und dann in Hannover. Als nach dem Ende der Personalunion zwischen Großbritannien und Hannover König Ernst August 1837 den Thron Hannovers bestieg, trat Malortie im Rang eines Rittmeisters  1840 in den Dienst des Hofstaates ein, wurde zunächst zum Wirklichen Kammerjunker und 1841 zum Kammerherrn ernannt.
Seit 1840 war von Malortie unter dem Kammerherrn v. d. Bussche vor allem in der Finanzverwaltung der Intendanz des damaligen Hoftheaters der Residenzstadt angestellt. Als mehr als ein Jahrzehnt später König Georg V. 1851 den Hannoverschen Thron bestieg, betraute er von Malortie 1851 mit der kommissarischen Alleinverwaltung des Hoftheaters. So wurde von Malortie auch für den Umzug des alten Theaters aus den Räumen des Residenzschlosses in das neu erbaute Hoftheater an der Georgstraße alleinverantwortlich. Finanziell und administrativ bewältigte er diese Aufgaben mit Anerkennung, doch fehlende technische und musikalische Kenntnisse sowie andere Gründe führten zu seinem von verschiedenen Seiten geforderten und schließlich selbst vollzogenen Rücktritt aus der Stellung des kommissarischen Theaterleiters; Umstände, die sich auf seine Psyche und auch körperliche Gesundheit nachteilig auswirkten. Er erhielt danach eine Pension.
Von Malortie wurde in Hannover diensthabender Kammerherr von Königin Marie. Seine Ehefrau wurde 1862  Ehren-Staatsdame der Königin. Das Ehepaar hatte sechs Kinder, drei Töchter und drei Söhne.
Während seines Dienstes am Hof von Hannover erhielt von Malortie verschiedenen Auszeichnungen fremder Souveräne:
- die 3. Klasse des preußischen Roten Adlerordens,
- das Kommandeurkreuz des Oldenburgischen Haus- und Verdienstorden des Herzogs Peter Friedrich Ludwig,
- die 2. Klasse (Komturkreuz) des Herzoglich Sachsen-Ernestinischen Hausordens,
- den Orden Heinrichs des Löwen durch Herzog Wilhelm von Braunschweig,

Von seinem Landes- und Dienstherrn König Georg V. erhielt er
- 1861 das Commandeur-Kreuz 2. Klasse des Guelphen-Ordens, der nächsten Stufe für das ihm schon 1829 verliehene Ritterkreuz.[1][6]

Sorgen wegen Schuldenmacherei seines ältesten Sohnes, für den er mehrfach eintreten musste, daraufhin aber nicht mehr wiedersehen wollte, belasteten von Malortie nervlich sehr. Sein Leiden verschlimmerte sich. Trotzdem half er freiwillig den Johanniter-Rittern, um 1866 den Verwundeten der Schlacht bei Langensalza zu helfen, überanstrengte seine Kräfte dabei jedoch so sehr, dass eine „schwere Kopfkrankheit“ das Nervensystem reizte. Nach kurzer Besserung erlitt er einen heftigen Rückfall auf Schloss Hardenberg, wo er bei seiner Tochter Julie, verheiratete Gräfin von Hardenberg, weilte. Sechs Wochen später erlag er Mitte September 1866 im Alter von erst 59 Jahren einem Schlaganfall.
Nach von Malorties Bestattung auf dem Engesohder Friedhof und der Aufteilung des testamentarischen Erbes übersiedelte die verwitwete Caroline Gräfin von Malortie 1867 nach Dresden.

## Ehrengrab
Hermann von Malortie hatte auf dem Engesohder Kirchhofe ein Erbbegräbnis gegründet und wurde dort nun an der Seite seines jüngeren Bruders beigesetzt, dem Königlich Hannoverschen Justizrat Adolph von Malortie (* 13. November 1815; † 26. August 1847). Die Grabstelle ist heute ein Ehrengrab. Auf dem Doppel-Grabstein finden sich zudem die Namen von Caroline Baronin Malortie, geborene Gräfin Bismarck-Bohlen (1819–1908), und Agnes von Malortie (1840–1879).